# Rémy (Pas-de-Calais)
Rémy é uma comuna francesa na região administrativa de Altos da França, no departamento de Pas-de-Calais. Estende-se por uma área de 3,59 km². Em 2010 a comuna tinha 392 habitantes (densidade: 109,2 hab./km²).